# Furanokumarin
Furanokumariner eller furokumariner är en klass av organiska föreningar som produceras av olika växter. De biosyntetiseras delvis från fenylpropanoider och mevalonat. Biosyntesen sker genom koppling av dimetylpyrofosfat och 4-hydroxikumarin (umbelliferon). 

## Kemisk struktur

Psoralen

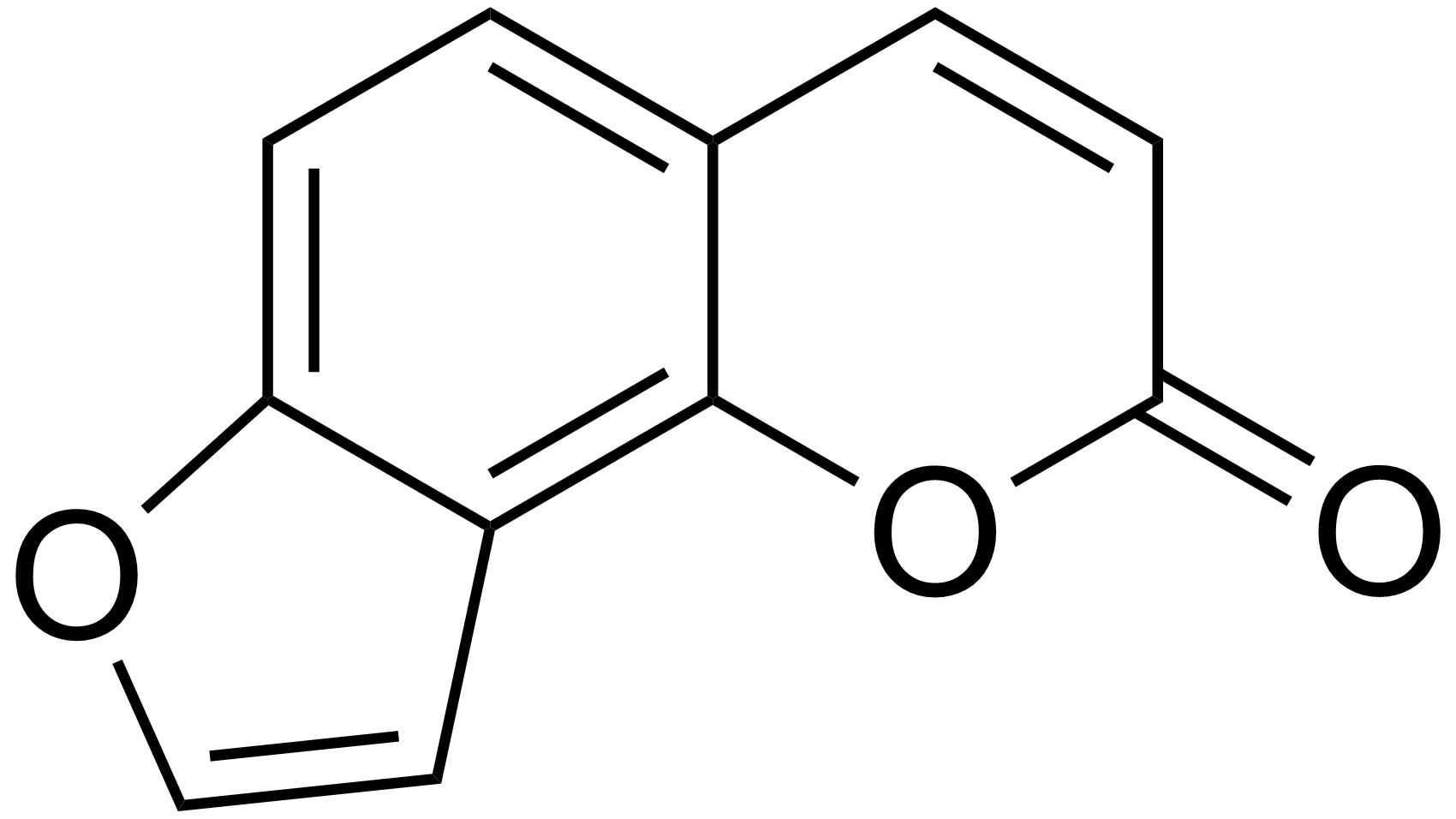
Angelicin

Den kemiska strukturen hos furanokumariner består av en furanring som är kopplad till kumarin. Furanringen kan vara kopplad på flera olika sätt vilket ger ett antal isomerer.
De föreningarna i denna klass av ämnen som exemplifierar de vanligaste strukturerna är psoralen och angelicin. Derivat av dessa strukturer kallas linjära respektive angulära furanokumariner.

## Förekomst i naturen
Många furanokumariner är giftiga och bildas i växter som en försvarsmekanism mot olika typer av växtätare från insekter till däggdjur.
Furanokumarin förekommer i växtsaften hos palsternacka, selleri, jätteloka och vinruta. De gör safterna fototoxiska och kraftigt hudirriterande om de kommer i kontakt med huden.
Furanokumariner har även andra biologiska effekter. Till exempel så är bergamottin och dihydroxibergamottin ansvariga för grapefruktjuice-effekten där furanokumariner påverkar metabolismen av vissa läkemedel.